# Lyssomanes penicillatus
Lyssomanes penicillatus là một loài nhện trong họ Salticidae.
Loài này thuộc chi Lyssomanes. Lyssomanes penicillatus được Cândido Firmino de Mello-Leitão miêu tả năm 1927.